# Melhania carrissoi
Melhania carrissoi är en malvaväxtart som beskrevs av Arthur Wallis Exell och Mendonca. Melhania carrissoi ingår i släktet Melhania och familjen malvaväxter. Inga underarter finns listade i Catalogue of Life.